# Hàn Đống
Hàn Đống (tiếng Trung: 韩栋, bính âm: Hán Dòng, sinh ngày 11 tháng 11 năm 1980) là một nam diễn viên Trung Quốc.

## Tiểu sử
Trước vai diễn khởi đầu rất thành công Cửu a ca trong Bộ Bộ Kinh Tâm, Hàn Đống cũng đã tham gia rất nhiều bộ phim truyền hình như Bảng Phong Thần với vai diễn Nhị Lang Thần Dương Tiễn hay Thủy hử (phim truyền hình 2011),... Và sự nghiệp Hàn Đống bắt đầu đi lên khi tham gia Mỹ nhân vô lệ. Năm 2013, anh nhận vai chính trong bộ phim Lục Thê Tử - một trong những bộ phim đề tài gia đình ăn khách nhất Trung Quốc. Anh được nhiều khán giả biết đến như "Hư Trúc đẹp trai nhất" trong Tân Thiên Long Bát Bộ và anh chàng ma mãnh nhưng trượng nghĩa Vi Tiểu Bảo trong Tân Lộc đỉnh ký.

## Phim tham gia

### Phim truyền hình
|               | Tên phim                              | Bạn diễn                                                | Vai                                 | Đạo diễn         |
| ------------- | ------------------------------------- | ------------------------------------------------------- | ----------------------------------- | ---------------- |
| 2004          | Thái tổ bí sử                         |                                                         | Hào Hòa Lý                          |                  |
| 2004          | Bạch sắc tình nhân mộng               |                                                         | Mã Tề                               |                  |
| 2005          | Cấp cứu sinh hoạt                     |                                                         | Phương Hiểu Khắc                    |                  |
| 2005          | Nữ kiểm sát quan thủ ký               |                                                         | Hạ Thanh Thanh                      |                  |
| 2005          | Long môn dịch trạm chi Tân Gia Ý      |                                                         | Uông Tử Tuấn                        |                  |
| 2006          | Phong thần bảng: Phượng minh Kỳ sơn   | Lâm Tâm Như, Phạm Băng Băng, Mã Cảnh Đào, Châu Kiệt,... | Nhị lang thần Dương Tiễn            |                  |
| 2006          | Thiếu niên Dương gia tướng            |                                                         | Chu Húc                             |                  |
| 2006          | Khốc Sơn                              |                                                         | Hàn Niệm Quân                       | Triệu Lôi        |
| 2007          | Lý Sâm truyền kỳ                      |                                                         | Vân Nghĩa                           |                  |
| 2008          | Pháo đài Giang Âm                     | Lưu Đào, Vi Vĩ, Vương Cửu Thắng,...                     | Đường Bĩnh Dục                      | Vương Vĩ Dân     |
| 2008          | Giang Thành Lệnh                      | Mã Dược, Đào Trạch Như, Lý Mạn,...                      | Thường Lượng                        | Mã Tuệ Trung     |
| 2009          | Phong thần bảng chi Võ Vương phạt Trụ | Lâm Tâm Như, Huỳnh Duy Đức, Lưu Đức Khải,..             | Nhị lang thần Dương Tiễn            | Kim Ngao Huân    |
| 2009          | Ai hiểu trái tim nữ nhi               |                                                         | Đinh Đại Hải                        |                  |
| 2009          | Hạ Nam Dương                          |                                                         | Quảng Chấn Gia                      |                  |
| 2009          | Tân Thủy Hử                           | Hồ Đông, Tấn Hùng, Trương Hàm Dư,...                    | Cửu Văn Long Sử Tiến                | Cúc Giác Lượng   |
| 2009          | Cà phê đắng                           | Hồ Ca, Bạch Băng                                        | Lâm Lập Thâm                        |                  |
| 2010          | Hồng trần lệ ảnh                      |                                                         | Từ Khắc                             | Từ Khắc          |
| 2010          | Sóng gió thánh đường                  | Ngô Kỳ Long                                             | Từ Diên Phương                      |                  |
| 2010          | Nếu không nhận lời yêu thương         |                                                         | Nhậm Kiệt                           |                  |
| 2010          | Hồng tường lục ngã                    |                                                         | Vua Hàm Phong                       |                  |
| 2011          | Tân tây du ký (bản Chiết Giang)       | Trần Tư Hàn, Phí Chấn Đường, Từ Ninh,..                 | Kim Quang Đạo Trưởng                |                  |
| 2011          | Thi Công Kỳ Án chi Long Sủng Thác     |                                                         | Nhĩ Tề Quận Vương                   |                  |
| 2011          | Tứ thủ diêu đàn nhân duyên thác       | Mã Thiên Vũ, Hạ Vọng,...                                | Kì Hàn                              |                  |
| 2011          | Bộ Bộ Kinh Tâm                        | Lưu Thi Thi, Ngô Kỳ Long, Trịnh Gia Dĩnh, Diệp Thanh,.. | Ái Tân Giác La Dận Đường (Cửu A Ca) |                  |
| 2011          | Mỹ nhân vô lệ                         |                                                         | Đa Nhĩ Cổn                          | Vu Chính         |
| 2012          | Tân tiếu ngạo giang hồ                |                                                         | Điền Bá Quang                       |                  |
| 2013          | Tân Thiên long bát bộ                 | Chung Hán Lương, Trương Mông, Kim Ki Bum,..             | Hư Trúc                             |                  |
| 2013          | Sóng gió Bạch Gia                     | Lâu Nghệ Tiêu, Tuyên Huyên, Kim Minh,..                 | Bạch Càn Sinh                       |                  |
| 2013          | Se nhầm nhân duyên                    | Triệu Lệ Dĩnh, Thích Tích,..                            | Thạch Vô Ngân                       |                  |
| 2014          | Kỳ duyên trong gió (Đại Mạc Dao)      | Lưu Thi Thi, Bành Vu Yến, Hồ Ca,.                       | Lý Cảm                              |                  |
| 2014          | Tân Lộc đỉnh ký                       | Trương Mông, Lâu Nghệ Tiêu, Trương Hinh Dư,..           | Vi Tiểu Bảo                         |                  |
| 2014          | Tân Thần Y Đại Đạo Công               | Tôn Diệu Kỳ, Chung Hân Đồng,...                         | Ngô Bị                              | Dương Chứng Hùng |
| 2015          | Chuyện tình Nam Kinh                  | Đổng Khiết                                              | Cao Kim Bảng                        |                  |
| 2016          | Bích huyết thư hương mộng             | Trương Mông, Mao Tuấn Kiệt, Ngụy Tử,..                  | Tuyên Hiếu Quý                      | Tưởng Gia Tuấn   |
| 2016          | Tình mãn tuyết dương hoa              | Lý Thấm, Vương Vũ...                                    | Lý Siêu                             |                  |
| 2017          | Tân anh hùng xạ điêu                  | Dương Húc Văn, Lý Nhất Đồng,...                         | Vương Trùng Dương                   |                  |
| 2017          | Tình yêu đến đúng lúc                 | Giang Khải Đồng                                         | Đoạn Thiên Lãng                     |                  |
| 2017          | Túy Linh Lung                         | Trần Vỹ Đình, Lưu Thi Thi, Từ Hải Kiều                  | Tích Tà                             |                  |
| 2018          | Đường về gian nan                     | Từ Tiểu Phong...                                        | Văn Long                            |                  |
| 2018          | Quỹ trung mỹ nhân                     | Chu Du Dân, Hồ Băng Khanh...                            | Hoa Vô Hoan                         |                  |
| 2019          | Xin hãy ban cho tôi một đôi cánh      | Cúc Tịnh Y, Viêm Á Luân, Trương Dư Hi...                | Lãnh Lập Uy                         |                  |
| 2019          | Cẩm y chi hạ                          | Nhậm Gia Luân, Đàm Tùng Vận...                          | Nghiêm Thế Phiên                    |                  |
| 2020          | Quyết thắng tòa án                    | Đồng Vĩ, Trương Giai Ninh, Hồ Tĩnh..                    | Thiết Lực                           |                  |
| 2020          | Trường An Nặc                         | Thành Nghị, Triệu Anh Tử...                             | Tiêu Thừa Duệ                       | Doãn Thao        |
| 2021          | Thu Thiền                             | Nhậm Gia Luân, Lý Mạn, Lưu Học Nghĩa, Lý Đình Triết,... | Ngư Ưng                             |                  |
| 2021          | Dữ Quân Ca                            | Thành Nghị, Trương Dư Hi, Tuyên Lộ                      | Quang Vương/ Tề Thần                |                  |
| Chờ phát sóng | Cổ thương đạo (Trương kho đại đạo)    | Mã Thu Tử, Đỗ Ngọc Minh...                              | Lữ Tuấn Kiệt                        | Lâm Phong        |
| Chờ phát sóng | Thiên hạ Trường An                    | Trương Hàm Dư, Tần Tuấn Kiệt...                         | Lý Kiến Thành                       | Liên Dịch Minh   |
| Chờ phát sóng | Thiên Thu Lệnh                        | Trương Dư Hi, Đồng Mộng Thực,...                        | Ma tôn Trùng Quang/ Đà Tang         |                  |

### Phim điện ảnh
| Năm  | Tên phim                 | Bạn diễn                            | Vai                         | Đạo diễn         |
| ---- | ------------------------ | ----------------------------------- | --------------------------- | ---------------- |
| 2005 | Tình Điên Đại Thánh      | Tạ Đình Phong, Thái Trác Nghiên,... | Thổ Lang                    | Lưu Chấn Vĩ      |
| 2006 | Thiếu Niên Tuân Tử       |                                     | Tề Thái Tử Điền Pháp Chương |                  |
| 2007 | Tái Xa Thủ               |                                     | khách mời                   |                  |
| 2010 | Truyền Thuyết Bạch Xà    | Lâm Phong, Huỳnh Thánh Y,..         | Thái Dược Lang              |                  |
| 2011 | Niềm Tự Hào Của Giới Trẻ | Trần Nhất Na                        | Quách Nguyên Ca             | Thôi Cảnh Tuyên  |
| 2011 | Lam Điều Hải Chi Luyến   | Trương Như Ý, Lưu Ân Hựu            | Triển Mộc                   | Dương Trịnh Chân |
| 2011 | Đông Thành Tây Tựu       | Huỳnh Dịch                          | Y Kiện                      | Lưu Chấn Vĩ      |
| 2020 | Hải Đại Ngư              | Trương Dư Hi                        | Hải Đại Ngư                 |                  |
| 2020 | Yêu Bì Kế                | Trương Dư Hi                        | Kiều Tuấn Dục               |                  |

## Liên quan
- Bộ Bộ Kinh Tâm
- Cẩm Y Chi Hạ
- Thủy hử
- Dận Đường
- Thu Thiền
- Cà phê đắng
- Tình yêu đến đúng lúc